# Acianthera karlii
Acianthera karlii  es una especie de orquídea epifita. 
Se encuentra en Rio Grande do Sul y Paraná, Brasil.  

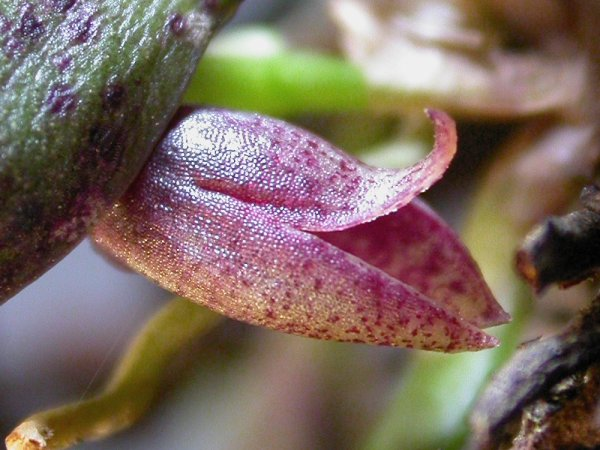
Flor

## Descripción
Son plantas pequeñas, de crecimiento rastrero, con tallos que miden cerca de la mitad de la longitud de las hojas, las hojas de color verde oscuro y gruesas, pintado púrpura, ovadas, más o menos paralelas al sustrato; inflorescencia corta con una o dos flores pálidas salpicadas de púrpura, que generalmente se esconden debajo de las hojas, pubescentes internamente; labio verrucodo morado claro. Según van den Berg y Quirón, esta especie está clasificada en el género Acianthera pesar de que Kew la ha clasificado como Pleurothallis y Luer como Apoda-prorepentia.

## Taxonomía
Acianthera karlii fue descrita por (Pabst) C.N.Gonç. & Waechter  y publicado en Hoehnea 31: 115. 2004.
Etimología
Acianthera: nombre genérico que es una referencia a la posición de las anteras de algunas de sus especies.
karlii: epíteto otorgado en honor de Gehrhard Karl quien descubrió la especie. 
Sinonimia
- Pleurothallis karlii Pabst, Arch. Jard. Bot. Río de Janeiro 14: 14 (1956).
- Apoda-prorepentia karlii (Pabst) Luer, Monogr. Syst. Bot. Missouri Bot. Gard. 95: 255 (2004).[3][4]